# Orodromeus
Orodromeus là một chi khủng long, được Horner & Weishampel mô tả khoa học năm 1988.